# STARS (人工衛星)
STARS（スターズ）(Space Tethered Autonomous Robotic Satellite)は香川大学の小型衛星。2009年1月23日03時54分（UTC）にいぶきらと共にH-IIAロケットにより打ち上げられた。親機と子機の2機からなるテザー衛星。KUKAI（空海）という愛称を持つ。将来の宇宙デブリ回収ロボットとして期待され実証実験衛星として西日本で最初の衛星として軌道投入された。11年経過した2020年6月現在もテレメトリー動作中。

## 概要
STARSは親機と子機からなり、親機が子機を射出し、子機は自身の姿勢制御を行う。この衛星の目的はTSR（テザー宇宙ロボット）の技術実証であり、テザー先端に取り付けられたTSRがテザーの伸展を行い衛星の姿勢を制御する。また子機にはカメラが搭載されており、軌道上で親機を撮影することができる。
2009年1月23日に打ち上げられ、2月2日にテザー伸展実験の実施を試みる。親子解除には成功するものの、地上局ハード不具合により交信が不調、本来なら5mほど進展できるはずのテザーの伸展が数cmから数十cmしか行われず、さらにテザー巻き取り機能の不具合により親機と子機の再接合実験も実施できなかった。その後2月下旬からテザー伸展制御・ロボット制御実験を行い、不具合下で数十cmレベルのテザー伸展を行い、子機による親機の撮影に成功する。打ち上げから3ヶ月経過した4月23日に基本実験運用を終了。その後は地域衛星として、イベント等を通した地域活性化、応用実験を実施している。子機437.275MHzでテレメトリーを送信中。

## 協力

### 共同実施団体
- 香川サット推進クラブ（JA5EMM苧側正明　他）
- JARL香川県支部（JA5UVT他）
- 香川県産業技術センター
- 九州大学 宇宙機ダイナミクス講座

### 協力企業
- 清水建設株式会社
- ワテック株式会社 (ワテックスペースベンチャーズ株式会社)
- 関西電子工業株式会社
- 有限会社ケニックシステム
- 株式会社パル技研
- 大学宇宙工学コンソーシアム
- 吉野川電線株式会社
- 株式会社大和商会
- 株式会社セリックス
- 有限会社恵比寿電機
- 株式会社コヤマ・システム
- 早川鉄工株式会社
- 有限会社多田機工
- 新和機工株式会社
- 有限会社東山鐵工所
- 株式会社日進機械
- 東芝ライテック株式会社

## STARS-II
2号機のSTARS-II GENNAI(源内)は、2014年2月28日にGPM主衛星と共にH-IIAロケットにより打ち上げられた。重力傾斜によるテザー張力を利用したテザー宇宙ロボットの姿勢制御、そして張力制御を用いたテザー伸展回収によるテザー宇宙ロボットの移動制御を行うのが目的で、テザー(長さ300m)としては被覆の無い電線（ベアテザー）を使用。ベアテザーによる電流発生は世界初となる。
STARS-IIは、2014年4月26日15時32分(日本時間)に大気圏再突入した。